# Campeonato Europeo de Piragüismo en Aguas Tranquilas de 2008
El X Campeonato Europeo de Piragüismo en Aguas Tranquilas se celebró en Milán (Italia) entre el 15 y el 18 de mayo de 2008 bajo la organización de la Asociación Europea de Piragüismo (ECA) y la Federación Italiana de Piragüismo.
Las competiciones se realizaron en el canal de piragüismo acondicionado en el Idroscalo de la ciudad lombarda.

## Países participantes
Participaron 700 palistas de 40 países europeos en 27 especialidades, 18 masculinas y 9 femeninas.
| - Alemania - Armenia - Austria - Azerbaiyán - Bélgica - Bielorrusia - Bulgaria - Chipre - Croacia - Dinamarca | - Eslovaquia - Eslovenia - España - Finlandia - Francia - Georgia - Grecia - Hungría - Irlanda - Israel | - Italia - Letonia - Lituania - Luxemburgo - Macedonia del Norte - Moldavia - Noruega - Países Bajos - Polonia | - Portugal - Reino Unido - República Checa - Rumania - Rusia - Serbia - Suecia - Suiza - Ucrania |

## Medallistas

### Masculino
| Evento            | Oro | Plata                                                                                      | Bronce |
| ----------------- | --- | ------------------------------------------------------------------------------------------ | --- |
| K1 200 m (18.05)  | Vytautas Vaičikonis · Lituania · 36,333 s                                                                       | Péter Molnár · Hungría · 36,506 s                                                          | Aleksejs Rumjancevs Letonia 36,536 s                                                                        |
| K2 200 m (18.05)  | Raman Piatrushenka · Vadzim Majneu · Bielorrusia · 32,920                                                       | Alvydas Duonėla · Egidijus Balčiūnas · Lituania · 33,374                                   | Péter Molnár · Viktor Kadler · Hungría · 33,454                                                             |
| K4 200 m (18.05)  | Raman Piatrushenka · Dziamian Turchyn · Vadzim Majneu · Ruslan Bichan · Bielorrusia · 30,721                    | Ognjen Filipović Bora Sibinkić Milan Đenadić Dragan Zorić Serbia 30,784                    | Márton Sík · Gergely Boros · Balázs Babella · Attila Csamangó · Hungría · 31,094                            |
| K1 500 m (18.05)  | Kasper Bleibach Dinamarca 1:44,598                                                                              | Michele Zerial · Italia · 1:44,638                                                         | Anton Riajov · Rusia · 1:45,275                                                                             |
| K2 500 m (18.05)  | Ronald Rauhe · Tim Wieskötter · Alemania · 1:33,432                                                             | Carlos Pérez Rial · Saúl Craviotto Rivero · España · 1:33,925                              | Alvydas Duonėla · Egidijus Balčiūnas · Lituania · 1:35,222                                                  |
| K4 500 m (17.05)  | Richard Riszdorfer · Michal Riszdorfer · Erik Vlček · Juraj Tarr · Eslovaquia · 1:20,655                        | Zoltán Kammerer · Gábor Kucsera · Zoltán Benkő · Viktor Kadler · Hungría · 1:21,822        | Raman Piatrushenka · Aliaxei Abalmasau · Artur Litvinchuk · Vadzim Majneu · Bielorrusia · 1:21,882          |
| K1 1000 m (17.05) | Tim Brabants Reino Unido 3:33,493                                                                               | Gábor Kucsera · Hungría · 3:33,563                                                         | Max Hoff · Alemania · 3:34,960                                                                              |
| K2 1000 m (17.05) | Kim Wraae Knudsen René Holten Poulsen Dinamarca 3:16,003                                                        | Javier Hernanz Agüería · Diego Cosgaya Noriega · España · 3:16,366                         | Philippe Colin Cyrille Carré Francia 3:17,616                                                               |
| K4 1000 m (18.05) | Richard Riszdorfer · Michal Riszdorfer · Erik Vlček · Juraj Tarr · Eslovaquia · 3:02,876                        | Lutz Altepost · Norman Bröckl · Torsten Eckbrett · Björn Goldschmidt · Alemania · 3:04,284 | Franco Benedini · Antonio Rossi · Alberto Ricchetti · Luca Piemonte · Italia · 3:04,532                     |
| C1 200 m (18.05)  | Nikolai Lipkin · Rusia · 40,204                                                                                 | Dzmitri Vaitsishkin · Bielorrusia · 41,627                                                 | László Foltán · Hungría · 41,707                                                                            |
| C2 200 m (18.05)  | Raimundas Labuckas · Tomas Gadeikis · Lituania · 37,167                                                         | Yevgueni Ignatov · Ivan Shtyl · Rusia · 37,177                                             | Gergely Kovács · Attila Végh · Hungría · 38,577                                                             |
| C4 200 m (18.05)  | Yevgueni Ignatov · Ivan Shtyl · Nikolai Lipkin · Viktor Melantiev · Rusia · 34,613                              | Gábor Horváth · Márton Joób · Pál Sarudi · Péter Balázs · Hungría · 34,979                 | Dzmitri Rabchanka · Aliaxandr Zhukouski · Andrei Bahdanovich · Aliaxandr Bahdanovich · Bielorrusia · 35,096 |
| C1 500 m (18.05)  | Nikolai Lipkin · Rusia · 1:56,155                                                                               | Sebastian Brendel · Alemania · 1:56,435                                                    | Yuri Cheban · Ucrania · 1:57,569                                                                            |
| C2 500 m (18.05)  | Serguei Uleguin · Alexandr Kostoglod · Rusia · 1:48,271                                                         | György Kolonics · György Kozmann · Hungría · 1:48,918                                      | Deyan Gueorguiev Adnan Aliev Bulgaria 1:49,028                                                              |
| C4 500 m (18.05)  | Ciprian Popa · Nicolae Flocea · Silviu Simioncencu · Cătălin Costache · Rumania · 1:39,237                      | Gábor Horváth · Márton Joób · Pál Sarudi · Péter Balázs · Hungría · 1:40,547               | Alexandr Kovaliov · Roman Krugliakov · Mijail Pavlov · Dmitri Sergueyev · Rusia · 1:40,857                  |
| C1 1000 m (17.05) | Mathieu Goubel Francia 3:58,869                                                                                 | Konstantin Fomichov · Rusia · 3:59,723                                                     | Sebastian Brendel · Alemania · 4:00,989                                                                     |
| C2 1000 m (17.05) | Andrei Bahdanovich · Aliaxandr Bahdanovich · Bielorrusia · 3:40,655                                             | Maxym Prokopenko · Serhi Bezuhly · Ucrania · 3:41,192                                      | Wojciech Tyszyński · Paweł Baraszkiewicz · Polonia · 3:41,955                                               |
| C4 1000 m (17.05) | Dzmitri Rabchanka · Dzmitri Vaitsishkin · Kanstantsin Shcharbak · Aliaxandr Vauchetski · Bielorrusia · 3:23,386 | Iosif Chirilă · Andrei Cuculici · Florin Mironcic · Cătălin Costache · Rumania · 3:24,559  | Łukasz Woszczyński · Arkadiusz Toński · Adam Ginter · Łukasz Gros · Polonia · 3:25,116                      |

### Femenino
| Evento            | Oro                                                                                                 | Plata | Bronce |
| ----------------- | --------------------------------------------------------------------------------------------------- | --- | --- |
| K1 200 m (18.05)  | Lucy Wainwright Reino Unido 41,399 s                                                                | Inna Osypenko-Radomska · Ucrania · 41,607 s                                                               | Dorota Kuczkowska · Polonia · 42,471 s                                                                     |
| K2 200 m (18.05)  | Ivana Kmeťová · Martina Kohlová · Eslovaquia · 38,198                                               | Marta Walczykiewicz · Sandra Pawełczak · Polonia · 39,158                                                 | Krisztina Fazekas · Melinda Patyi · Hungría · 39,188                                                       |
| K4 200 m (18.05)  | Tímea Paksy · Danuta Kozák · Krisztina Fazekas · Melinda Patyi · Hungría · 35,915                   | Nadezhda Petrova · Alexandra Tomnikova · Nadezhda Pishchulina · Natalia Lobova · Rusia · 36,559           | Miljana Knežević Antonija Panda Renata Major-Kubik Marta Tibor Serbia 36,592                               |
| K1 500 m (18.05)  | Katalin Kovács · Hungría · 1:56,195                                                                 | Katrin Wagner-Augustin · Alemania · 1:56,475                                                              | Josefa Idem · Italia · 1:57,035                                                                            |
| K2 500 m (18.05)  | Danuta Kozák · Gabriella Szabó · Hungría · 1:48,459                                                 | Jenni Mikkonen · Anne Rikala · Finlandia · 1:49,426                                                       | Fanny Fischer · Nicole Reinhardt · Alemania · 1:49,502                                                     |
| K4 500 m (17.05)  | Carolin Leonhardt · Conny Waßmuth · Katrin Wagner-Augustin · Nicole Reinhardt · Alemania · 1:32,953 | Tímea Paksy · Danuta Kozák · Krisztina Fazekas · Dalma Benedek · Hungría · 1:33,547                       | Beatriz Manchón Portillo · Jana Šmidáková · Sonia Molanes Costa · María Teresa Portela · España · 1:34,813 |
| K1 1000 m (17.05) | Dalma Benedek · Hungría · 3:59,304                                                                  | Antonija Nađ Serbia 4:03,961                                                                              | Marina Schuck · Alemania · 4:04,134                                                                        |
| K2 1000 m (17.05) | Erika Medveczky · Berenike Faldum · Hungría · 3:44,105                                              | Marta Walczykiewicz · Sandra Pawełczak · Polonia · 3:47,095                                               | Alina Chirilă · Lidia Talpă · Rumania · 3:49,932                                                           |
| K4 1000 m (18.05) | Tímea Paksy · Dalma Benedek · Krisztina Fazekas · Alexandra Keresztesi · Hungría · 3:28,303         | Beata Mikołajczyk · Edyta Dzieniszewska · Małgorzata Chojnacka · Ewelina Wojnarowska · Polonia · 3:30,613 | Alina Chirilă · Lidia Talpă · Florica Vulpeș · Iulia Pașcu · Rumania · 3:36,400                            |

## Medallero
| Núm. | País        | Oro | Plata | Bronce | Total |
| ---- | ----------- | --- | ----- | ------ | ----- |
| 1    | Hungría     | 6   | 7     | 5      | 18    |
| 2    | Rusia       | 4   | 3     | 2      | 9     |
| 3    | Bielorrusia | 4   | 1     | 2      | 7     |
| 4    | Eslovaquia  | 3   | 0     | 0      | 3     |
| 5    | Alemania    | 2   | 3     | 4      | 9     |
| 6    | Lituania    | 2   | 1     | 1      | 4     |
| 7    | Dinamarca   | 2   | 0     | 0      | 2     |
| 7    | Reino Unido | 2   | 0     | 0      | 2     |
| 9    | Rumania     | 1   | 1     | 2      | 4     |
| 10   | Francia     | 1   | 0     | 1      | 2     |
| 11   | Polonia     | 0   | 3     | 3      | 6     |
| 12   | España      | 0   | 2     | 1      | 3     |
| 12   | Serbia      | 0   | 2     | 1      | 3     |
| 12   | Ucrania     | 0   | 2     | 1      | 3     |
| 15   | Italia      | 0   | 1     | 2      | 3     |
| 16   | Finlandia   | 0   | 1     | 0      | 1     |
| 17   | Bulgaria    | 0   | 0     | 1      | 1     |
| 17   | Letonia     | 0   | 0     | 1      | 1     |
|      | TOTAL       | 27  | 27    | 27     | 81    |